# Crystal Castles (Band)

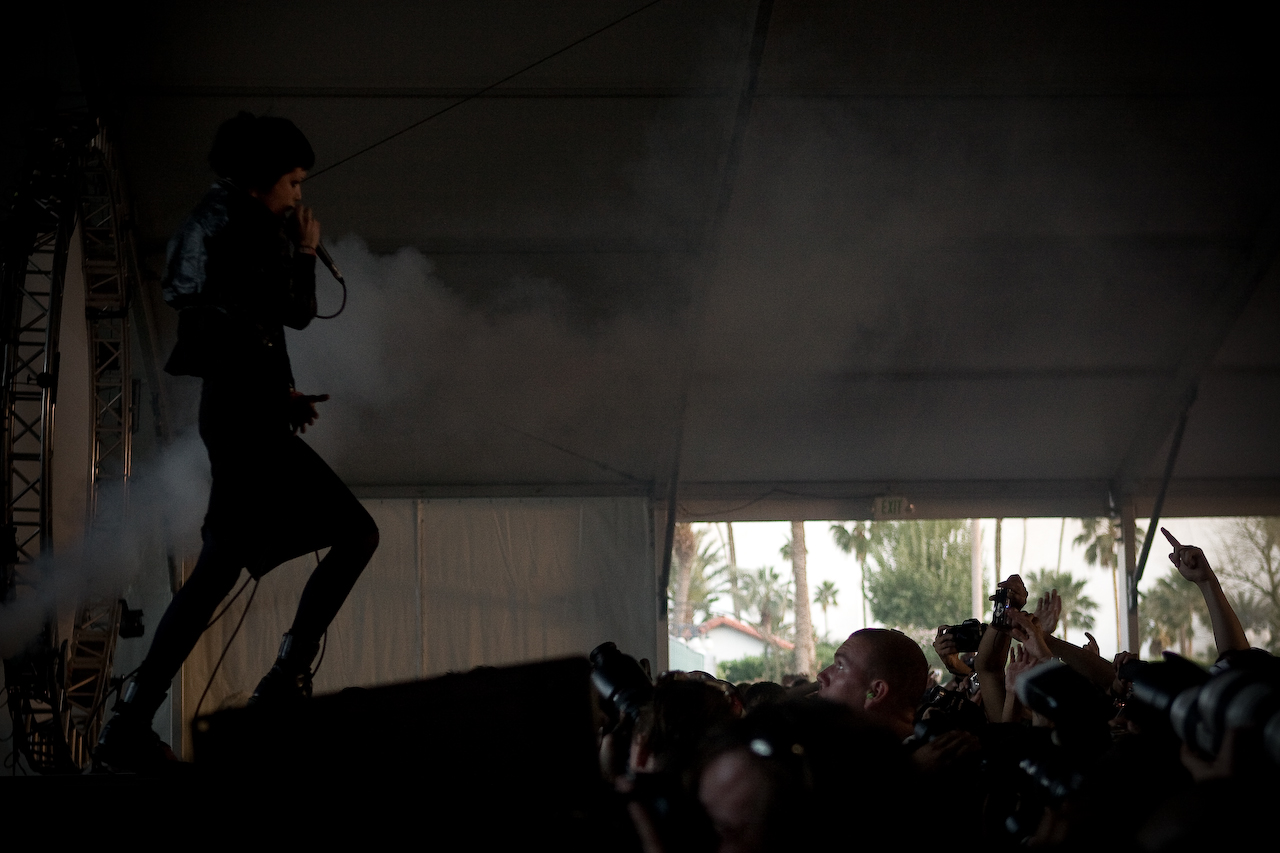
Crystal Castles 2009

Crystal Castles ist eine Elektroband aus Toronto, Kanada.

## Geschichte
Im Dezember 2003 startete Ethan Kath das Musikprojekt Crystal Castles. Der Bandname stammt aus der 1980er Fernsehserie She-Ra: Princess of Power, einem Spin-off der He-Man-Serie. Im April 2005 begann Alice Glass, zu der von Ethan Kath produzierten Musik zu singen. Die erste EP Alice Practice erschien im Juni 2006. Diese war auf eine Stückzahl von 500 Kopien limitiert und bereits nach drei Tagen ausverkauft. Am 18. März 2008 erschien das selbstbetitelte Debütalbum der Band in Nordamerika. Am 28. April folgte die Veröffentlichung im Vereinigten Königreich. 2010 wurde es von der britischen Musikzeitschrift NME auf Platz 39 der besten Alben des vergangenen Jahrzehnts gewählt.
Am 24. Mai 2010 erschien das zweite, ebenfalls selbstbetitelte Album der Band. Es folgte eine ausgiebige Tour durch Europa und Nordamerika, welche u. a. auch zu Deutschlands größten Festivals Rock am Ring und Rock im Park führte. Das dritte Album, III, wurde im November 2012 veröffentlicht. Die Band tourte im Herbst/Winter durch Europa.
Neben Eigenproduktionen veröffentlicht die Band häufig Remixversionen von Originaltiteln anderer Künstler. Die Band ist bekannt für ihre Live-Auftritte, die sich vor allem durch die aggressive und chaotische Art der Sängerin Alice Glass auszeichnen. Ethan Kath bedient hier neben dem Synthesizer auch die Gitarre. Die Beats werden bei den Live-Auftritten der Band nicht von einem Drumcomputer, sondern von einem Schlagzeuger gespielt.
Im Oktober 2014 stieg Sängerin Alice Glass aus der Band aus. Ethan Kath arbeitete im April 2015 an einem neuen Album. Am 16. April 2015 veröffentlichte er einen neuen Song namens Frail unter dem Namen Crystal Castles. Seit 2015 ist Edith Frances neue Sängerin der Band.
Im Oktober 2017 veröffentlichte Alice Glass auf ihrer offiziellen Website eine Erklärung zu ihrem Ausstieg aus der Band. Darin bezichtigte sie den Mitbegründer Kath des seelischen, körperlichen sowie sexuellen Missbrauchs, welcher begann als Alice, damals 15 Jahre alt, Mitglied der Band wurde. Der Missbrauch habe bis zu ihrem Ausstieg 2014 stattgefunden.

## Sonstiges
2008 wurde Alice Glass an die Spitze der „Cool List“ der britischen Musikzeitschrift NME gewählt. Ihre Songs finden in verschiedenen anderen Medien Einsatz. So ist ihr Song Not in Love in dem Computerspiel FIFA 12, Tell Me What to Swallow im Film J'ai tué ma mère und Air War in einer Werbung für Toshiba zu hören. In der britischen Fernsehserie Skins tritt die Band in der Folge 3 der zweiten Staffel in einem Club auf.

## Diskografie

### Alben
- 2008: Crystal Castles
- 2010: (II)
- 2012: (III)
- 2016: Amnesty (I)

### Singles und EPs
- 2006: Alice Practice
- 2007: Crimewave
- 2007: Air War
- 2008: Courtship Dating
- 2008: Crimewave
- 2010: Celestica
- 2010: Doe Deer
- 2010: Baptism
- 2010: Not in Love (featuring Robert Smith, CA: Gold)
- 2012: Wrath of God
- 2013: Sad Eyes
- 2015: Frail